# Rist
En rist er en gitterkonstruktion, oftest af metal eller kunststoffer, men ses også til visse formål fremstillet af træstave eller flettede kviste. En rist af reb eller andet blødt materiale, eller lavet af et tyndt materiale i forhold til det samlede areal, vil normalt kaldes et net.
Riste bruges grundlæggende til at frasortere store emner fra små emner eller sortere faste emner fra væsker.
De fleste tænker først på enten kloakriste eller bageriste til ovnen, der begge har til formål at holde store dele oppe mens væsken drypper ned igennem. Desuden kender de fleste til elefantriste, der er stærke riste opbygget af krydsende fladjern og oftest placeres foran indgangspartier hvor mange mennesker passerer dagligt. Her er formålet at sko holdes oppe og mindre jordklumper og lignende falder igennem. Også i lyskasser placeres riste, ligesom man ser dem over mange udluftningskanaler der ligger i plan med veje eller tagetager, så det må forventes at folk går eller kører hen over.
Kvægriste findes ved indgange til enge med dyr for at undgå at de passerer over risten uden at færdsel i øvrigt hindres.
Riste findes derudover som mekaniske sorteringsmekanismer i tilknytning til forskellige former for rensningsanlæg, sorteringsanlæg, m.m.